# EMD MRS-1
Die EMD MRS-1 war eine Baureihe von Diesellokomotiven mit elektrischer Leistungsübertragung, die 1952 bei General Motors Electro-Motive Division (EMD) in den Vereinigten Staaten für das United States Army Transportation Corps (USATC) als universell einsetzbare Kriegslokomotive gebaut wurde.

## Entwicklung und Einsatz
Der Koreakrieg und die Verschärfung des Kalten Krieges zu Beginn der 1950er Jahre führte dazu, dass sich das USATC auf einen möglichen neuen Landkrieg in Europa vorbereitete. Es wurde eine Lokomotive benötigt, die in vielen Ländern mit unterschiedlichen Spurweiten und Systemen eingesetzt werden konnte. Die wichtigsten Baumerkmale waren Spurwechselradsätze, ein kompakter Lokomotivaufbau zur Einhaltung verschiedener Fahrzeugbegrenzungslinien, eine geringe Achslast, austauschbare Kupplungen sowie eine Leistung von 1600 englischen Pferdestärken (1190 Kilowatt).
Es erfolgte eine Ausschreibung, an der sich General Motors (GM) und General Electric (GE) beteiligten. Beide Unternehmen wurden mit der Herstellung von dreizehn Lokomotiven beauftragt, die dann vom USATC bewertet werden sollten. 1952 lieferten die Hersteller ihre Baumusterlokomotiven. Mit einem Preis von fast 500.000 US-Dollar (umgerechnet heute über 5 Mio. $) pro Fahrzeug waren die Loks mehr als dreimal so teuer wie vergleichbare Regelbauarten von Diesellokomotiven zu dieser Zeit. Die bei der American Locomotive Company (ALCo) als Subunternehmen gebauten GE-Maschinen gewannen die Tests und GE erhielt den Auftrag zum Bau einer weiteren Serie von 70 ALCo MRS-1-Lokomotiven. Für die EMD MRS-1 folgte keine Serienproduktion.

### Militäreinsatz
Die meisten von EMD gebauten MRS-1-Lokomotiven wurden fabrikneu beim Verkehrsmaterialkommando des USATC in Marietta (Pennsylvania) im Kriegsreservelager abgestellt. Sie waren nicht für den Einsatz in Friedenszeiten gekauft worden und deshalb höchstens einige Wochen in Verwendung. Um 1970 entschied das Pentagon, dass in zukünftigen Kriegen nicht mehr die Eroberung und Verwendung des feindlichen Eisenbahnsystems geplant war. Somit waren die 96 von EMD und ALCo gelieferten Maschinen für ihren ursprünglichen Zweck überflüssig. Viele Lokomotiven verließen das Lager und wurden militärischen Einrichtungen im ganzen Land zugeteilt. Die von EMD gelieferten MRS-1 kamen teilweise zur U.S. Navy und wurden bis 1999 ausgemustert.

### Kaltwetter-Tests
Die Lokomotive 1820 kam nicht kurz nach der Auslieferung ins Kriegsreservelager, sondern wurde zunächst für Kaltwettertests verwendet. Sie kam zur Belt Railway of Chicago und wurde von dort im November 1952 nach Kanada verschifft. Die Canadian National Railway setzte sie auf der Hudson Bay Railway zwischen The Pas und Churchill ein. Im Mai 1953 kehrte die Diesellokomotive nach Chicago zurück, wo sie auf übermäßigen Verschleiß durch das kalte Wetter untersucht wurde. Als keine ungewöhnlichen Verschleißerscheinungen gefunden wurden, wurde die Lok nach Fort Eustis (Virginia) überführt und dort im Plandienst und für Schulungen verwendet.
Die 1809 wurde einem dreijährigen Kaltwettereinsatz bei der Alaska Railroad unterzogen. Die U.S. Army stellte die 1955 mit dem Schiff zurückgebrachte Lokomotive nach einem Werkstattbesuch im Lager ab. 1969 wurde sie reaktiviert und an die Vandenberg Air Force Base übergeben, um Vorräte und Komponenten für Satelliten und Raketen zu transportieren.

### Europa-Einsatz
Die Lokomotive 1818 wurde bald nach der Auslieferung europäischen Normen entsprechend ausgestattet und nach Europa verschifft, um den Ablauf zu üben und Personal der Armee für den Einsatz in anderen Ländern auszubilden. Zudem sollte diese Aktion die Fähigkeiten der US-amerikanischen Lokomotivhersteller, in diesem Falle EMD, demonstrieren. Es fanden ausgiebige Versuchsfahrten auf dem Streckennetz der Deutschen Bundesbahn im hochwertigen Schnellzug-, aber auch im Güterzug- und Rangierdienst statt. Anschließend wurde die 1818 bei der SNCF in Frankreich und bei der NMBS/SNCB in Belgien getestet.
Der Einsatz in Belgien war für GM EMD erfolgreich, da die Belgische Staatsbahn bald darauf die von EMD lizenzierten NOHAB-Lokomotiven der Reihe 202 bestellte.

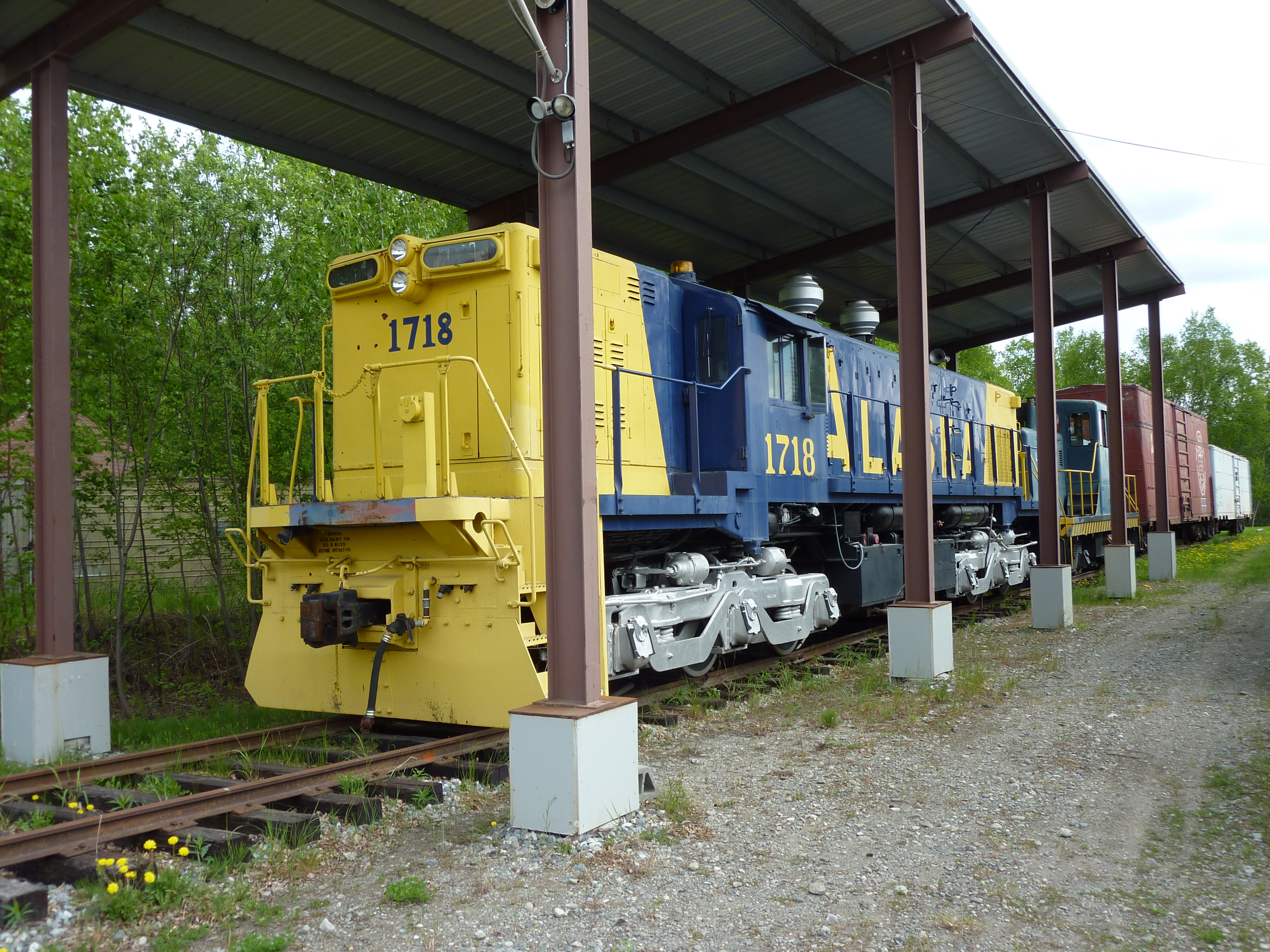
Blau-gelbe 1718 (einst 1818) im Museum of Alaska Transportation and Industry in Wasilla, Alaska (Juni 2011)

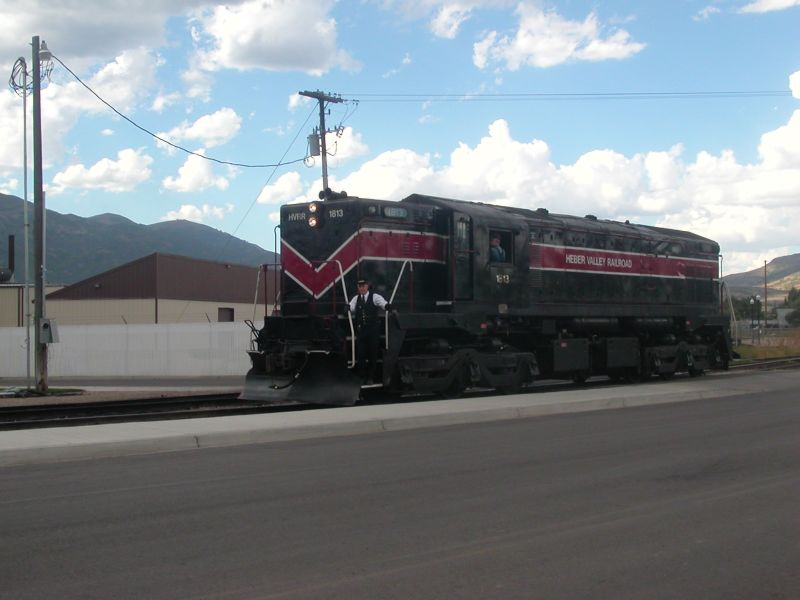
1813 der Heber Valley Historic Railroad (August 2005)

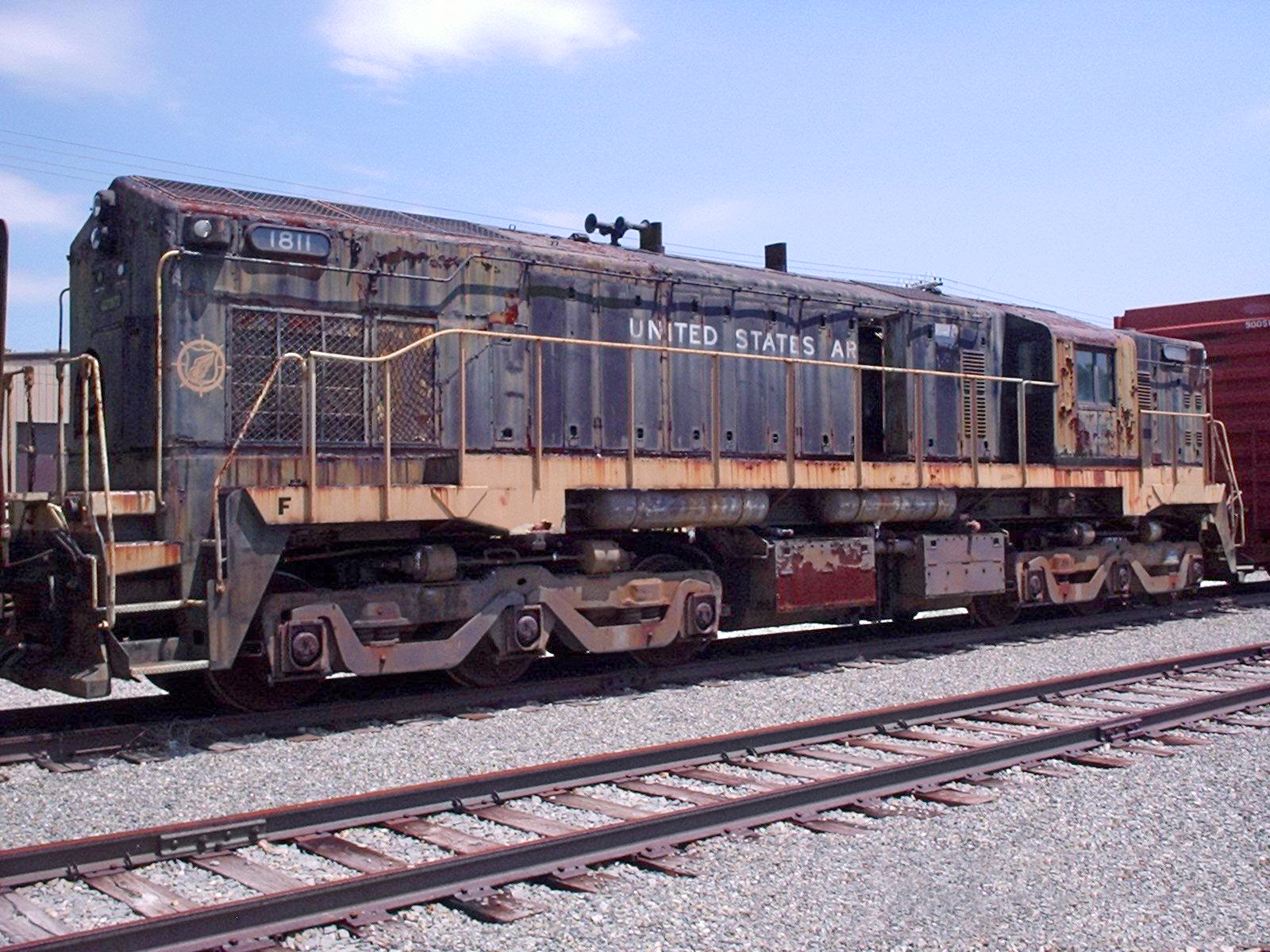
EMD MRS-1 1811 vor der Restaurierung im U.S. Army Transportation Museum in Fort Eustis, Virginia (Juni 2006)

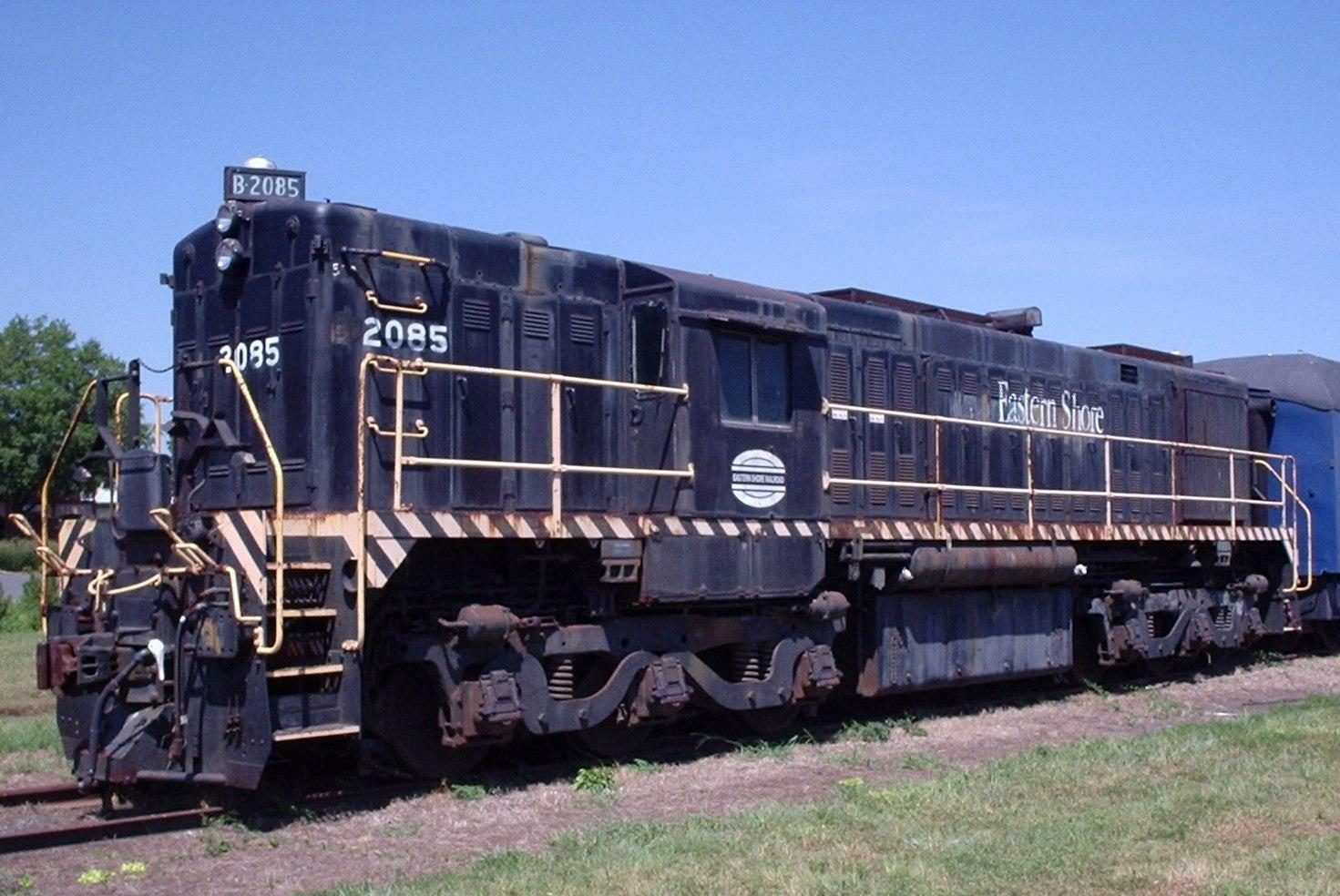
Zum Vergleich eine ALCo MRS-1

### Alaska Railroad
Der Versuch von 1952 bis 1955 mit der 1809 war nicht der letzte Einsatz einer EMD MRS-1 bei der Alaska Railroad. 1977 wurden fünf Maschinen der U.S. Navy nach Alaska verkauft und dort zusammen mit einigen von ALCo gebauten MRS-1 eingesetzt. Bei der Alaska Railroad wurden die 1814 und 1818 in 1714 und 1718 umnummeriert, die anderen behielten die Nummern der U.S. Navy.

### Erhaltung
Fünf der dreizehn gebauten EMD MRS-1-Lokomotiven blieben in Museen erhalten:
- 1809 und 1820 im Pacific Southwest Railway Museum
- 1811 im U.S. Army Transportation Museum in Fort Eustis (Virginia)
- 1813 bei der Heber Valley Historic Railroad
- 1818 als 1718 im Museum of Alaska Transportation and Industry in Wasilla (Alaska)

### Sonstiges
Die Fahrzeuge wurden schwarz lackiert, die Seitenumläufe, die Griffstangen und die Beschriftung wurden weiß. Die Loks der U.S. Navy wurden dunkelgelb, nach der Übernahme durch die Alaska Railroad bekamen zwei dieser Lokomotiven eine blau-gelbe Farbgebung.
Die Lokomotive 1812 war in den 1950er Jahren in einen schweren Frontalzusammenstoß involviert.

## Technische Beschreibung
Die Lokomotiven besitzen einen aus dicken Stahlblechen in Schweißtechnik gefertigten Rahmen. Dieser liegt auf zwei dreiachsigen Drehgestellen auf und dient als Unterbau für das deutlich breitere Führerhaus sowie einen kleinen und einen großen Vorbau mit den Maschinenräumen.
Die MRS-1 von EMD kann leicht mit der gleichnamigen und äußerlich sehr ähnlichen Konstruktion von ALCo verwechselt werden. Daher sollen hier einige äußere Unterscheidungsmerkmale genannt werden. Das Dach der EMD-Maschinen läuft in der Mitte von beiden Längsseiten spitz zusammen, das von ALCo ist flach und abgerundet. Bei EMD ist der kleine Vorbau niedriger als der große Vorbau und das Führerhaus, bei ALCo haben die Aufbauten über die gesamte Länge die gleiche Höhe. Bei EMD haben die Seitenumläufe einen Absatz, bei ALCo bleibt deren Höhe bis an die Enden der Lok unverändert. Die Drehgestellrahmen der EMD-Lokomotiven liegen deutlich tiefer als bei denen von ALCo. Zudem befinden sich zwischen den Drehgestellen bei EMD zwei Batteriekästen, zwei Kraftstofftanks und entlang des Rahmens beidseits zwei Druckluftbehälter, bei der AlCo-Variante dagegen ein großer durchgängiger Dieselkraftstofftank und nur ein Druckluftbehälter auf jeder Seite.
Die Drehgestelle sind in der Schwanenhalsbauweise mit drei Treibradsätzen ausgeführt. Der Antrieb erfolgt durch Gleichstromfahrmotoren des Typs GM D27. Die Abfederung senkrechter Bewegungen übernehmen Schraubenfedern, die Kraftübertragung in Quer- und Längsrichtung ein mittig angeordneter Drehzapfen. Die Lokomotiven besitzen Spurwechselradsätze, die für einen weltweiten Einsatz auf 1435, 1524, 1668 und 1676 mm Spurweite eingestellt werden können. Die Bremseinrichtung besteht aus einer direkten Druckluftbremse der Lok, einer indirekten Druckluftbremse des gesamten Zuges, teilweise einer Widerstandsbremse sowie einer Handbremse.
Das Führerhaus befindet sich zwischen den beiden Maschinenräumen und hat eine beidseitig bedienbare Steuereinheit. Die Vorbauten sind von außenliegenden Seitenumläufen über Türen erreichbar und beinhalten den Dieselmotor, den Haupt- und Hilfsgenerator, die Kühlanlage, den elektrischen Schaltschrank und die Hilfsbetriebe. Dabei sind der Motor mit Zubehör und die Generatoren zusammen im langen Vorbau untergebracht.
Der mit einem Roots-Gebläse ausgestattete Dieselmotor des Typs EMD 16-567B ist ein Sechzehnzylinder-Zweitaktmotor mit einer Leistung von rund 1200 Kilowatt, einem Hubraum von 149 Litern und einer Nenndrehzahl von 835 Umdrehungen pro Minute. Der stündliche Kraftstoffverbrauch liegt zwischen 13 Litern im Leerlauf und 360 Litern unter Volllast. Der Motor treibt den Hauptgenerator des Typs GM D14 an, der die elektrischen Fahrmotoren mit Gleichstrom versorgt und eine maximale Spannung von 600 Volt erzeugen kann. Zudem wird vom Dieselmotor auch der deutlich schwächere Hilfsgenerator des Typs GM A8102 mit einer Leistung von 80 Kilowatt angetrieben, der den Wechselstrom für das Bordnetz für Beleuchtung und Hilfsbetriebe liefert.
Einige Lokomotiven verfügten über eine Dampfheizanlage, deren Speisewassertank einen der beiden Dieselkraftstofftanks von jeweils 3030 Litern ersetzte.

## Liste aller EMD MRS-1-Lokomotiven
| Fabriknummer | Betriebsnummer bei U.S. Army | Verbleib |
| 15873        | 1808                         | an Military Ocean Terminal Sunny Point in Southport (North Carolina), zerlegt um 1992                                                                    |
| 15874        | 1809                         | an Vandenberg Air Force Base, 1982 an Pacific Southwest Railway Museum                                                                                   |
| 15875        | 1810                         | an Military Ocean Terminal Sunny Point in Southport (North Carolina), zerlegt um 1992                                                                    |
| 15876        | 1811                         | an Sunny Point Army Depot, 1995 an U.S. Army Transportation Museum in Fort Eustis (Virginia)                                                             |
| 15877        | 1812                         | zerlegt 1992 nahe Fort Eustis (Virginia) |
| 15878        | 1813                         | an Heber Valley Historic Railroad um 1990 |
| 15879        | 1814                         | an U.S. Navy als 570, später an Alaska Railroad als 1714, zerlegt 1985                                                                                   |
| 15880        | 1815                         | an U.S. Navy als 571, später an Alaska Railroad als 571, zerlegt um 1985                                                                                 |
| 15881        | 1816                         | an U.S. Navy als 572, später an Alaska Railroad als 572, zerlegt 1983                                                                                    |
| 15882        | 1817                         | an U.S. Navy als 573, später an Alaska Railroad als 573, zerlegt 1983                                                                                    |
| 15883        | 1818                         | 1970 an U.S. Navy als 574, 1977 an Alaska Railroad als 1718, ausgemustert 1999, 2000 an Museum of Alaska Transportation and Industry in Wasilla (Alaska) |
| 15884        | 1819                         | zerlegt um 1990 |
| 15885        | 1820                         | 1982 an Pacific Southwest Railroad Museum |
| Quelle:      |                              | |